# Cryptolepis buchananii
Cryptolepis buchananii är en oleanderväxtart som beskrevs av Schultes in Roemer och Schultes. Cryptolepis buchananii ingår i släktet Cryptolepis och familjen oleanderväxter. Inga underarter finns listade i Catalogue of Life.